# سامانه سخن‌پراکنی توکیو
سامانه سخن‌پراکنی توکیو (به ژاپنی: 株式会社東京放送 Kabushiki-gaisha Tōkyō Hōsō، به انگلیسی: Tokyo Broadcasting System, Inc.‎) یا TBS یکی از ایستگاه‌های اصلی تلویزیونی توکیو است. TBS یکی از اعضای شبکهٔ JNN (Japan News Network)‎ است.